# Lepisanthes ramiflora
Lepisanthes ramiflora är en kinesträdsväxtart som först beskrevs av Ludwig Radlkofer, och fick sitt nu gällande namn av Leenk.. Lepisanthes ramiflora ingår i släktet Lepisanthes och familjen kinesträdsväxter. Inga underarter finns listade i Catalogue of Life.